# Tyskland ved OL
Tyske udøvere har deltaget i de fleste olympiske lege siden de første moderne lege i 1896. Tyskland har arrangeret tre olympiske lege, Vinter-OL 1936 i Garmisch-Partenkirchen, Sommer-OL 1936 i Berlin og Sommer-OL 1972 i München. Tyskland var desuden blevet valgt til at arrangere Sommer-OL 1916 som blev aflyst på grund af første verdenskrig samt Vinter-OL 1940 som blev aflyst grundet anden Verdenskrig. Efter verdenskrigene blev Tyskland udelukket fra OL i 1920, 1924 og 1948. 
Fra og med Vinter-OL 1956 til og med Sommer-OL 1964 deltog tyske udøvere som Tysklands forenede hold. Fra og med Vinter-OL 1968 til og med Sommer-OL 1988 deltog to separate tyske hold, Vesttyskland og Østtyskland. Mens landet var delt, boykottede de tyske stater hvert sit sommer-OL; i 1980 var Vesttyskland en af de 65 nationer som deltog i Den internationale boykot af sommer-OL 1980 i protest mod Sovjetunionens invasion af Afghanistan, og i 1984 var Østtyskland med Sovjetunionen og flere andre i boykotten af Sommer-OL i Los Angeles.
Udøvere for de forskellige tyske hold har totalt vundet 1681 medaljer, hvoraf 547 guld, 567 sølv og 567 bronze. IOK deler disse medaljer blandt fire landekoder; Tyskland – GER (1896–1952, 1992–), Tysklands forenede hold – EUA (1956–1964), Vesttyskland – FRG (1968–1988) og Østtyskland – GDR (1968–1988).

## Den tyske deling efter anden Verdenskrig
Efter at tyske organisationer var blevet opløst af de allierede i 1947, erkendte IOK i 1950 det omorganisere Nationales Olympisches Komitee für Deutschland som national olympisk komité for hele Tyskland med base i Vesttyskland. På grund af den kolde krig blev den øst-tyske stat, Den Tyske Demokratiske Republik, dannet i oktober 1949 og en separat national olympisk komité for Østtyskland blev etableret i 1951. Den blev ikke anerkendt med det samme af IOK, som frem til 1965 krævede at udøvere fra Østtysklands olympiske komité skulle slå sig sammen med det tyske hold repræsenteret af komitéen i Vesttyskland. Dette hold deltog fra 1956 til 1964, og er af IOK i eftertid givet navnet Tysklands forenede hold (Équipe Unifiée d'Allemande – EUA), men blev på den tiden kun betegnet som Tyskland – GER. 
Som et resultat af at Tyskland blev delt, deltog to uafhængige tyske hold fra 1968 til 1988 i hver af legene; de originale betegnelser var GER for Forbundsrepublikken Tyskland (Vesttyskland) og GDR for den tyske demokratiske republik (Østtyskland). I 1980 blev den vest-tyske koden forandret til FRG, og IOK har i eftertid benyttet koden for hele perioden. Østtyskland sluttet med at eksistere i 1990, og staten blev indlemmet i Forbundsrepublikken Tyskland. Tyskland blev fra og med Vinter-OL 1992 igen repræsenteret af et hold betegnet som GER.
Tidlig på 1950-tallet havde det fransk-besatte Saarland sin egen nationale olympiske komité og deltog under Sommer-OL i 1952, før de blev med som en del af Tysklands forenede hold i 1956 og blev indlemmet i Vesttyskland i 1957.

## Medaljeoversigt
| Tysklands medaljer under de olympiske sommerlege | Tysklands medaljer under de olympiske sommerlege | Tysklands medaljer under de olympiske sommerlege | Tysklands medaljer under de olympiske sommerlege | Tysklands medaljer under de olympiske sommerlege | Tysklands medaljer under de olympiske sommerlege |
| ------------------------------------------------ | ------------------------------------------------ | ------------------------------------------------ | ------------------------------------------------ | ------------------------------------------------ | ------------------------------------------------ |
| Lege                                             | Guld                                             | Sølv                                             | Bronze                                           | Totalt                                           | Hold                                             |
| 1896 Athen                                       | 6                                                | 5                                                | 2                                                | 13                                               | Tyskland                                         |
| 1900 Paris                                       | 4                                                | 2                                                | 2                                                | 8                                                | Tyskland                                         |
| 1904 St. Louis                                   | 4                                                | 5                                                | 5                                                | 14                                               | Tyskland                                         |
| 1908 London                                      | 3                                                | 5                                                | 5                                                | 13                                               | Tyskland                                         |
| 1912 Stockholm                                   | 5                                                | 13                                               | 7                                                | 25                                               | Tyskland                                         |
| 1920 Antwerpen                                   | Ikke inviteret                                   | Ikke inviteret                                   | Ikke inviteret                                   | Ikke inviteret                                   | Ikke inviteret                                   |
| 1924 Paris                                       | Ikke inviteret                                   | Ikke inviteret                                   | Ikke inviteret                                   | Ikke inviteret                                   | Ikke inviteret                                   |
| 1928 Amsterdam                                   | 10                                               | 7                                                | 14                                               | 31                                               | Tyskland                                         |
| 1932 Los Angeles                                 | 3                                                | 12                                               | 5                                                | 20                                               | Tyskland                                         |
| 1936 Berlin                                      | 33                                               | 26                                               | 30                                               | 89                                               | Tyskland                                         |
| 1948 London                                      | Ikke inviteret                                   | Ikke inviteret                                   | Ikke inviteret                                   | Ikke inviteret                                   | Ikke inviteret                                   |
| 1952 Helsingfors                                 | 0                                                | 7                                                | 17                                               | 24                                               | Tyskland                                         |
| 1952 Helsingfors                                 | 0                                                | 0                                                | 0                                                | 0                                                | Saarland                                         |
| 1956 Melbourne/Stockholm                         | 6                                                | 13                                               | 7                                                | 26                                               | Tysklands forenede hold                          |
| 1960 Roma                                        | 12                                               | 19                                               | 11                                               | 42                                               | Tysklands forenede hold                          |
| 1964 Tokyo                                       | 10                                               | 22                                               | 18                                               | 50                                               | Tysklands forenede hold                          |
| 1968 Mexico by                                   | 5                                                | 11                                               | 10                                               | 26                                               | Vesttyskland                                     |
| 1968 Mexico by                                   | 9                                                | 9                                                | 7                                                | 25                                               | DDR                                              |
| 1972 München                                     | 13                                               | 11                                               | 16                                               | 40                                               | Vesttyskland                                     |
| 1972 München                                     | 20                                               | 23                                               | 23                                               | 66                                               | DDR                                              |
| 1976 Montréal                                    | 10                                               | 12                                               | 17                                               | 39                                               | Vesttyskland                                     |
| 1976 Montréal                                    | 40                                               | 25                                               | 25                                               | 90                                               | DDR                                              |
| 1980 Moskva                                      | Deltog ikke                                      | Deltog ikke                                      | Deltog ikke                                      | Deltog ikke                                      | Vesttyskland                                     |
| 1980 Moskva                                      | 47                                               | 37                                               | 42                                               | 126                                              | DDR                                              |
| 1984 Los Angeles                                 | 17                                               | 19                                               | 23                                               | 59                                               | Vesttyskland                                     |
| 1984 Los Angeles                                 | Deltog ikke                                      | Deltog ikke                                      | Deltog ikke                                      | Deltog ikke                                      | DDR                                              |
| 1988 Seoul                                       | 11                                               | 14                                               | 15                                               | 40                                               | Vesttyskland                                     |
| 1988 Seoul                                       | 37                                               | 35                                               | 30                                               | 102                                              | DDR                                              |
| 1992 Barcelona                                   | 33                                               | 21                                               | 28                                               | 82                                               | Tyskland                                         |
| 1996 Atlanta                                     | 20                                               | 18                                               | 27                                               | 65                                               | Tyskland                                         |
| 2000 Sydney                                      | 13                                               | 17                                               | 26                                               | 56                                               | Tyskland                                         |
| 2008 Athen                                       | 13                                               | 16                                               | 20                                               | 49                                               | Tyskland                                         |
| 2008 Beijing                                     | 16                                               | 10                                               | 15                                               | 41                                               | Tyskland                                         |
| 2012 London                                      | 11                                               | 19                                               | 14                                               | 44                                               | Tyskland                                         |
| 2016 Rio de Janeiro                              | 17                                               | 10                                               | 15                                               | 42                                               | Tyskland                                         |
| 2020 Tokyo                                       |                                                  |                                                  |                                                  |                                                  | Tyskland                                         |
| Totalt Tyskland – GER                            | 191                                              | 192                                              | 232                                              | 615                                              |                                                  |
| Totalt Østtyskland – GDR                         | 153                                              | 129                                              | 127                                              | 409                                              |                                                  |
| Totalt Vesttyskland – FRG                        | 56                                               | 67                                               | 81                                               | 204                                              |                                                  |
| Totalt Tysklands forenede hold – EUA             | 28                                               | 54                                               | 36                                               | 118                                              |                                                  |
| Totalt – GER, EUA, FRG og GDR                    | 411                                              | 432                                              | 461                                              | 1304                                             |                                                  |

| Tysklands medaljer under de olympiske vinterlege | Tysklands medaljer under de olympiske vinterlege | Tysklands medaljer under de olympiske vinterlege | Tysklands medaljer under de olympiske vinterlege | Tysklands medaljer under de olympiske vinterlege | Tysklands medaljer under de olympiske vinterlege |
| ------------------------------------------------ | ------------------------------------------------ | ------------------------------------------------ | ------------------------------------------------ | ------------------------------------------------ | ------------------------------------------------ |
| Lege                                             | Guld                                             | Sølv                                             | Bronze                                           | Totalt                                           | Hold                                             |
|                                                  |                                                  |                                                  |                                                  |                                                  |                                                  |
|                                                  |                                                  |                                                  |                                                  |                                                  |                                                  |
|                                                  |                                                  |                                                  |                                                  |                                                  |                                                  |
|                                                  |                                                  |                                                  |                                                  |                                                  |                                                  |
|                                                  |                                                  |                                                  |                                                  |                                                  |                                                  |
|                                                  |                                                  |                                                  |                                                  |                                                  |                                                  |
| 1924 Chamonix                                    | Ikke inviteret                                   | Ikke inviteret                                   | Ikke inviteret                                   | Ikke inviteret                                   | Ikke inviteret                                   |
| 1928 St. Moritz                                  | 0                                                | 0                                                | 1                                                | 1                                                | Tyskland                                         |
| 1932 Lake Placid                                 | 0                                                | 0                                                | 2                                                | 2                                                | Tyskland                                         |
| 1936 Garmisch-Partenkirchen                      | 3                                                | 3                                                | 0                                                | 6                                                | Tyskland                                         |
| 1948 St. Moritz                                  | Ikke inviteret                                   | Ikke inviteret                                   | Ikke inviteret                                   | Ikke inviteret                                   | Ikke inviteret                                   |
| 1952 Oslo                                        | 3                                                | 2                                                | 2                                                | 7                                                | Tyskland                                         |
| 1956 Cortina d'Ampezzo                           | 1                                                | 0                                                | 1                                                | 2                                                | Tysklands forenede hold                          |
| 1960 Squaw Valley                                | 4                                                | 3                                                | 1                                                | 8                                                | Tysklands forenede hold                          |
| 1964 Innsbruck                                   | 3                                                | 3                                                | 3                                                | 9                                                | Tysklands forenede hold                          |
| 1968 Grenoble                                    | 2                                                | 2                                                | 3                                                | 7                                                | Vesttyskland                                     |
| 1968 Grenoble                                    | 1                                                | 2                                                | 2                                                | 5                                                | DDR                                              |
| 1972 Sapporo                                     | 3                                                | 1                                                | 1                                                | 5                                                | Vesttyskland                                     |
| 1972 Sapporo                                     | 4                                                | 3                                                | 7                                                | 14                                               | DDR                                              |
| 1976 Innsbruck                                   | 2                                                | 5                                                | 3                                                | 10                                               | Vesttyskland                                     |
| 1976 Innsbruck                                   | 7                                                | 5                                                | 7                                                | 19                                               | DDR                                              |
| 1980 Lake Placid                                 | 0                                                | 2                                                | 3                                                | 5                                                | Vesttyskland                                     |
| 1980 Lake Placid                                 | 9                                                | 7                                                | 7                                                | 23                                               | DDR                                              |
| 1984 Sarajevo                                    | 2                                                | 1                                                | 1                                                | 4                                                | Vesttyskland                                     |
| 1984 Sarajevo                                    | 9                                                | 9                                                | 6                                                | 24                                               | DDR                                              |
| 1988 Calgary                                     | 2                                                | 4                                                | 2                                                | 8                                                | Vesttyskland                                     |
| 1988 Calgary                                     | 9                                                | 10                                               | 6                                                | 25                                               | DDR                                              |
| 1992 Albertville                                 | 10                                               | 10                                               | 6                                                | 26                                               | Tyskland                                         |
| 1994 Lillehammer                                 | 9                                                | 7                                                | 8                                                | 24                                               | Tyskland                                         |
| 1998 Nagano                                      | 12                                               | 9                                                | 8                                                | 29                                               | Tyskland                                         |
| 2002 Salt Lake City                              | 12                                               | 16                                               | 8                                                | 36                                               | Tyskland                                         |
| 2006 Torino                                      | 11                                               | 12                                               | 6                                                | 29                                               | Tyskland                                         |
| 2010 Vancouver                                   | 10                                               | 13                                               | 7                                                | 30                                               | Tyskland                                         |
| 2014 Sotji                                       | 8                                                | 6                                                | 5                                                | 19                                               | Tyskland                                         |
| 2018 Pyeongchang                                 | 14                                               | 10                                               | 7                                                | 31                                               | Tyskland                                         |
| Totalt Tyskland – GER                            | 92                                               | 88                                               | 60                                               | 240                                              |                                                  |
| Totalt Østtyskland – GDR                         | 39                                               | 36                                               | 35                                               | 110                                              |                                                  |
| Totalt Vesttyskland – FRG                        | 11                                               | 15                                               | 13                                               | 39                                               |                                                  |
| Totalt Tysklands forenede hold – EUA             | 8                                                | 6                                                | 5                                                | 19                                               |                                                  |
| Totalt – GER, EUA, FRG og GDR                    | 150                                              | 145                                              | 113                                              | 408                                              |                                                  |